# August Schuler
August Maria Schuler (* 15. August 1957 in Ravensburg) ist ein deutscher Politiker (CDU) und seit 2016 Abgeordneter im Landtag von Baden-Württemberg.

## Berufliche Laufbahn
Schuler ist aufgewachsen auf der Mönchmühle Ravensburg, dem Betrieb seines Vaters. Nach dem Abitur am Albert-Einstein-Gymnasium Ravensburg 1977 folgte eine dreijährige Ausbildung zum Offizier der Reserve der Pioniertruppe der Bundeswehr in Ingolstadt und München. Nach ca. 40 Wehrübungen als Zugführer, Kompaniechef und Bataillonskommandeur des Jägerregiments 10 in Pfullendorf und als Pressestabsoffizier bei der 10. Panzerdivision in Sigmaringen erfolgte 2013 die Ernennung zum Oberst der Reserve. Im September 2022 wurde August Schuler nach 45 Jahren vom Inspekteur der Streitkräftebasis, Generalleutnant Martin Schelleis, verabschiedet.
Von 1980 bis 1984 studierte Schuler Erdwissenschaften in Würzburg und Innsbruck. Danach war er selbstständiger Geologe im Bereich der Steine- und Erdenindustrie. Ab 1984 betrieb er mit seiner Gattin die „Ratsstube“ am Marienplatz in Ravensburg und ab 2012 zusätzlich den Gastronomiebetrieb „Bachmaier – Die Landwirtschaft“ in Berg. Die Ratsstube betreibt inzwischen der gemeinsame Sohn August Schuler junior.

## Politische Laufbahn
Schuler ist seit 1989 Stadtrat von Ravensburg, Kreisrat des Landkreises Ravensburg seit 1991 und ab 2001 im Vorstand der CDU Württemberg-Hohenzollern.
Bei der Landtagswahl 2016 zog Schuler über das Zweitmandat des Wahlkreises Ravensburg in den Landtag von Baden-Württemberg ein. Im Parlament ist er Mitglied im Ausschuss für Verkehr und stellvertretender Vorsitzender des Ausschusses für Umwelt, Klima und Energiewirtschaft. Bei der Landtagswahl 2021 konnte er erneut über ein Zweitmandat in den Landtag einziehen. Bei der Landtagswahl 2026 tritt er nicht erneut an.

## Sonstiges
Schuler engagiert sich in vielen Vereinen und Verbänden seiner Region, unter anderem in den Fördervereinen für die Renovierung des Mehlsacks und des Burghaldentorkels, in der Kyffhäuser-Soldatenkameradschaft und im Volksbund Deutsche Kriegsgräberfürsorge. Als Mitglied der Blutreitergruppe Ravensburg nimmt Schuler an der jährlichen Reiterprozession „Blutritt“ in Weingarten teil. Er ist Mitglied der Studentenverbindung AV Ravenspurgia Ravensburg.
Schuler ist verheiratet, hat zwei Töchter und einen Sohn. Er ist römisch-katholischer Konfession.

## Auszeichnungen
- 2014: Verdienstkreuz am Bande der Bundesrepublik Deutschland